# Василій Валентин
Василій Валентин (Basilius Valentinus; 1394 р., Майнц, Німеччина — 1450 — ченець-алхімік, який жив в XIV або XV століттях, автор численних трактатів, які опубліковані. На початку XVII століття вони були видані міським скарбником Франкенхаузен (Тюрингія) Йоганн Тельде (близько 1565—1614 рр.).

## Біографія
Біографічні відомості про Василія Валентина не збереглися. Вважають, що він був монахом-бенедиктинцем і жив в Ерфурті у другій половині XV століття. Деякі історики передбачають, що трактати були написані різними людьми не раніше другої половини XVI століття. Сучасники не могли його зрозуміти, вважали чорнокнижником і чаклуном.
Ворогів він набував так само швидко, як і друзів, в результаті чого за ним закріпилася слава чорнокнижника. Він створив сатиру на тодішній стан науки, звинуватив імператора Священної Римської імперії Карла V і втік до Ліону. Там був арештований і поміщений у в'язницю. Отримавши свободу завдяки клопотанню друзів, переселився в Гренобль у Франції і прожив там до кінця днів.

## Творчість
Василій Валентин — автор знаменитого твору «Про марність наук» («De incertitudine et vanitate scientiarum») (Кельн, 1527). Також написав книгу «Про таємну філософію» («De Occulta Philosophia»). Залишив низку дрібних парадоксальних трактатів. Твори Василя Валентина протягом XVI в. поширювалися в безлічі рукописних копій.
У 1515 році імператор Максиміліан I наказав зібрати довідки в бенедиктинских монастирях, чи не було між ченцями цих монастирів особи, яка носила ім'я Basilius Valentinus. Довідки ці ні до чого не привели. Лише в 1675 році якийсь Gudenus писав історію міста Ерфурта і знайшов ім'я Валентина в Ерфурті у списках монастиря Св. Петра. Монастир належав до бенедиктинського ордену, і Валентин жив у XV столітті.
Невідомо, якою мовою він писав свої твори.

## Публікації
- Василій Валентин. Дванадцять ключів мудрості / Пер. В. А. Каспарова. М.: Бєловодьє, 1999.
- Василій Валентин. Алхімічні трактати / Пер. В. Е. фон Ерцен-Глерона. К.: Автограф, 2008.

### Зміст
Твори Василія Валентина відображають його надзвичайно глибокі пізнання і наполегливу працю експериментатора. Що стосується теорій, то автор пов'язував заняття алхімією з питаннями суто релігійного характеру. Він вважав пошуки, наприклад, філософського каменю можливими лише для людей глибоко благочестивих.
Життя людини Валентин порівнює з процесом, тотожним з перетворенням неблагородних металів у золото. Земне життя і всі нещастя Валентин уподібнює процесам, яким потрібно піддати метали для перетворення їх у золото: виварювання і очищення за допомогою ферментації. У могилі на людину діє путрефакція, яка звільняє її від неблагородних складових частин. Безсмертя душі — це сублімація (випаровування) його найблагородніших складових частин.
Як учений-дослідник, Валентин стоїть на межі двох періодів — періоду алхімії і періоду ятрохімії. Він першим вказав на те, що лікарі занадто мало займаються вивченням впливу різних, штучно створених, речовин на людину. Він же першим з'ясував відносність поняття про отруту в залежності від того, маємо ми справу з хворим чи здоровим організмом. Дана речовина може бути отрутою для здорового і прекрасними ліками для хворого організму.
Василій Валентин проводив різні досліди, вивчав миш'як.
Вважав, що метали складаються з трьох начал — ртуті, сірки і солі. Він перший отримав чисту ртуть, залізний купорос. Вважав, що можна очищати золото від деяких «неблагородних» домішок, сплавляючи його з сурмою, хвороби виліковуються препаратами сурми. Валентин зробив висновок, що лікування хвороби є «облагороджування» організму в такій же мірі, в якій відбувається очищення золота. «Те, що може облагородити метал, може облагородити і організм, тобто лікувати його від хвороб»,- писав він.
Вивчаючи звичайний спирт, Валентин спостерігав утворення ефірів при дії на нього кислот. Він був знайомий з методами хімічного аналізу говорив, що неблагородні метали, наявні у продажу, містять домішки срібла і золота і є причиною обману алхіміків. Він вважав, що потрібно переконатися в тому, що перетворений метал не містив благородних металів до перетворення. Фактичним відкриттям Валентина слід вважати відкриття соляної кислоти — речовини, що має першорядне значення і в науці, і в практиці.

## Дванадцять ключів Валентина
|                                                                    |  |  |  |  |  |
| З книги «Дванадцять ключів» (лат. Duodecim Claves; нім. вид. 1600) |  |  |  |  |  |

|  |  |  |  |  |  |